# Гоголова
Гоголова (пол. Gogołowa, нім. Gogolau) — село в Польщі, у гміні Мшана Водзіславського повіту Сілезького воєводства.
Населення — 1055 осіб (2011).
У 1975-1998 роках село належало до Катовицького воєводства.

## Демографія
Демографічна структура станом на 31 березня 2011 року:
|          | Загалом | Допрацездатний вік | Працездатний вік | Постпрацездатний вік |
| -------- | ------- | ------------------ | ---------------- | -------------------- |
| Чоловіки | 531     | 123                | 349              | 59                   |
| Жінки    | 524     | 101                | 314              | 109                  |
| Разом    | 1055    | 224                | 663              | 168                  |